# Jan Klobučar
Jan Klobučar (Celje, 11 dicembre 1992) è un pallavolista sloveno, schiacciatore della Virtus Fano.

## Carriera
La carriera di Jan Klobučar inizia nella squadra dell'Obdojkarški Klub Šoštanj Topolšica a cui resta legato fino al 2010 e con cui esordisce nella 1. DOL; in questo periodo fa parte delle nazionali giovanili slovene. Dopo un'annata nel Fram, nella stagione 2011-12 viene ingaggiato dall'Odbojkarski Klub ACH Volley con cui si aggiudica quattro scudetti consecutivi, tre Coppe di Slovenia e due Middle European League. 
Nella stagione 2015-16 passa al club tedesco del Turngemeinde 1862 Rüsselsheim, in 1. Bundesliga, dove resta per due annate, per poi approdare, nella stagione 2017-18 ai polacchi del Będzin, in Polska Liga Siatkówki.
Per il campionato 2018-19 si accasa alla You Energy di Piacenza, nella Serie A2 italiana, mentre in quello successivo è in Francia, al Narbonne, in Ligue A. Nella stagione 2020-21 ritorna in patria vestendo la maglia del Kamnik, in 1. DOL, a cui è legato per tre annate e con cui si aggiudica la Coppa di Slovenia 2020-21. Dopo un breve periodo di inattività torna in campo a metà della stagione 2023-24, sempre con il Kamnik, conquistando la Middle European League.
Nell'annata 2024-25 è nuovamente nella Serie A2 italiana, alla neopromossa Virtus Fano.

### Nazionale
Dopo aver giocato nelle nazionali giovanili, esordisce nella nazionale maggiore nel 2012, vincendo nel 2015 la medaglia d'oro all'European League e quella d'argento al campionato europeo. Nel 2019, conquista la medaglia d'argento al campionato europeo, bissata anche nell'edizione 2021.

## Palmarès

### Club
- Campionato sloveno: 4

2011-12, 2012-13, 2013-14, 2014-15
- Coppa di Slovenia: 4

2011-12, 2012-13, 2014-15, 2020-21
- Middle European League: 3

2012-13, 2013-14, 2023-24

### Nazionale (competizioni minori)
- European League 2015